# Катрин Макартър
Катрин Меган Макартър (на английски: Katherine Megan McArthur) e американска астронавтка, летяла в космоса веднъж, мисия STS-125.

## Образование
Катрин Макартър завършва колежа St. Francis High School в Маунтин Вю, Калифорния. През 1993 г. завършва Калифорнийския университет в Лос Анджелис с бакалавърска степен по аерокосмическо инженерство. През 2002 г. получава научна степен доктор по океанография от Институт по океанография Скрипс в Сан Диего, Калифорния.

## Служба в НАСА
Избрана е за астронавт от НАСА на 26 юли 2000 г., Астронавтска група №18. Първото си назначение получава през 2004 г., когато е включена в поддържащия екипаж на Експедиция 9 на МКС. През 2006 и 2007 г. е CAPCOM офицер на мисиите STS-116 и STS-117. Взема участие в един космически полет.

## Полет
Катрин Макартър лети в космоса като член на екипажа на мисия STS-125:
| Космически полет на Катрин Меган Макартър                        | Космически полет на Катрин Меган Макартър | Космически полет на Катрин Меган Макартър | Космически полет на Катрин Меган Макартър | Космически полет на Катрин Меган Макартър | Космически полет на Катрин Меган Макартър | Космически полет на Катрин Меган Макартър |
| №                                                                | Дата                                      | КК                                        | Емблема на мисията                        | Функции                                   | Продължителност                           |                                           |
| ---------------------------------------------------------------- | ----------------------------------------- | ----------------------------------------- | ----------------------------------------- | ----------------------------------------- | ----------------------------------------- | ----------------------------------------- |
| 1                                                                | 11 май 2009                               | „Атлантис“, мисия STS-125                 |                                           | Специалист на мисията                     | 12 денонощия 21 часа 38 мин. 19 сек.      |                                           |
| Сумарно време в космоса – 12 денонощия 21 часа 38 минути 19 сек. |                                           |                                           |                                           |                                           |                                           |                                           |

## Административна дейност
През 2019 г. К. М. Макартър става 17-тия Директор на астронавтския офис на НАСА, приемайки поста от своя предшественик Патрик Форестър.